# NBA Playoffs 1986
Gli NBA Playoffs 1986 si conclusero con la vittoria dei Boston Celtics (campioni della Eastern Conference) che sconfissero i campioni della Western conference, gli Houston Rockets.
I Los Angeles Lakers vinsero per tutti gli anni 80 il titolo della Western Conference, eccetto nel 1981 e nel 1986, sempre ad opera degli Houston Rockets.

## Squadre qualificate

### Eastern Conference
1. Boston Celtics
2. Milwaukee Bucks
3. Philadelphia 76ers
4. Atlanta Hawks
5. Detroit Pistons
6. Washington Bullets
7. N.J. Nets
8. Chicago Bulls

### Western Conference
1. L.A. Lakers
2. Houston Rockets
3. Denver Nuggets
4. Dallas Mavericks
5. Utah Jazz
6. Portland T. Blazers
7. Sacramento Kings
8. San Antonio Spurs

## Tabellone
|  | Primo turno | Primo turno         | Primo turno       |                    |                    | Semifinali di conference | Semifinali di conference | Semifinali di conference |  |   | Finali di conference | Finali di conference | Finali di conference |  |    | Finali NBA        | Finali NBA | Finali NBA |
|  |             |                     |                   |                    |                    |                          |                          |                          |  |   |                      |                      |                      |  |    |                   |            |            |
|  | 1           | L.A. Lakers *       | 3                 |                    |                    |                          |                          |                          |  |   |                      |                      |                      |  |    |                   |            |            |
|  | 8           | San Antonio Spurs   | 0                 |                    |                    |                          |                          |                          |  |   |                      |                      |                      |  |    |                   |            |            |
|  | 8           | San Antonio Spurs   | 0                 |                    | 1                  | L.A. Lakers *            | 4                        |                          |  |   |                      |                      |                      |  |    |                   |            |            |
|  |             |                     |                   |                    | 1                  | L.A. Lakers *            | 4                        |                          |  |   |                      |                      |                      |  |    |                   |            |            |
|  |             | 4                   | Dallas Mavericks  | 2                  |                    |                          |                          |                          |  |   |                      |                      |                      |  |    |                   |            |            |
|  | 4           | 4                   | Dallas Mavericks  | 2                  | Dallas Mavericks   | 3                        |                          |                          |  |   |                      |                      |                      |  |    |                   |            |            |
|  | 4           |                     |                   |                    | Dallas Mavericks   | 3                        |                          |                          |  |   |                      |                      |                      |  |    |                   |            |            |
|  | 5           | Utah Jazz           | 1                 |                    |                    |                          |                          |                          |  |   |                      |                      |                      |  |    |                   |            |            |
|  | 5           | Utah Jazz           | 1                 |                    |                    |                          |                          |                          |  | 1 | L.A. Lakers *        | 1                    |                      |  |    |                   |            |            |
|  |             |                     |                   | Western Conference |                    |                          |                          |                          |  | 1 | L.A. Lakers *        | 1                    |                      |  |    |                   |            |            |
|  |             | 2                   | Houston Rockets * | 4                  |                    |                          |                          |                          |  |   |                      |                      |                      |  |    |                   |            |            |
|  | 3           | 2                   | Houston Rockets * | 4                  | Denver Nuggets     | 3                        |                          |                          |  |   |                      |                      |                      |  |    |                   |            |            |
|  | 3           |                     |                   |                    | Denver Nuggets     | 3                        |                          |                          |  |   |                      |                      |                      |  |    |                   |            |            |
|  | 6           | Portland T. Blazers | 1                 |                    |                    |                          |                          |                          |  |   |                      |                      |                      |  |    |                   |            |            |
|  | 6           | Portland T. Blazers | 1                 |                    | 3                  | Denver Nuggets           | 2                        |                          |  |   |                      |                      |                      |  |    |                   |            |            |
|  |             |                     |                   |                    | 3                  | Denver Nuggets           | 2                        |                          |  |   |                      |                      |                      |  |    |                   |            |            |
|  |             | 2                   | Houston Rockets * | 4                  |                    |                          |                          |                          |  |   |                      |                      |                      |  |    |                   |            |            |
|  | 2           | 2                   | Houston Rockets * | 4                  | Houston Rockets *  | 3                        |                          |                          |  |   |                      |                      |                      |  |    |                   |            |            |
|  | 2           |                     |                   |                    | Houston Rockets *  | 3                        |                          |                          |  |   |                      |                      |                      |  |    |                   |            |            |
|  | 7           | Sacramento Kings    | 0                 |                    |                    |                          |                          |                          |  |   |                      |                      |                      |  |    |                   |            |            |
|  | 7           | Sacramento Kings    | 0                 |                    |                    |                          |                          |                          |  |   |                      |                      |                      |  | W2 | Houston Rockets * | 2          |            |
|  |             |                     |                   |                    |                    |                          |                          |                          |  |   |                      |                      |                      |  | W2 | Houston Rockets * | 2          |            |
|  |             | E1                  | Boston Celtics *  | 4                  |                    |                          |                          |                          |  |   |                      |                      |                      |  |    |                   |            |            |
|  | 1           | E1                  | Boston Celtics *  | 4                  | Boston Celtics *   | 3                        |                          |                          |  |   |                      |                      |                      |  |    |                   |            |            |
|  | 1           |                     |                   |                    | Boston Celtics *   | 3                        |                          |                          |  |   |                      |                      |                      |  |    |                   |            |            |
|  | 8           | Chicago Bulls       | 0                 |                    |                    |                          |                          |                          |  |   |                      |                      |                      |  |    |                   |            |            |
|  | 8           | Chicago Bulls       | 0                 |                    | 1                  | Boston Celtics *         | 4                        |                          |  |   |                      |                      |                      |  |    |                   |            |            |
|  |             |                     |                   |                    | 1                  | Boston Celtics *         | 4                        |                          |  |   |                      |                      |                      |  |    |                   |            |            |
|  |             | 4                   | Atlanta Hawks     | 1                  |                    |                          |                          |                          |  |   |                      |                      |                      |  |    |                   |            |            |
|  | 4           | 4                   | Atlanta Hawks     | 1                  | Atlanta Hawks      | 3                        |                          |                          |  |   |                      |                      |                      |  |    |                   |            |            |
|  | 4           |                     |                   |                    | Atlanta Hawks      | 3                        |                          |                          |  |   |                      |                      |                      |  |    |                   |            |            |
|  | 5           | Detroit Pistons     | 1                 |                    |                    |                          |                          |                          |  |   |                      |                      |                      |  |    |                   |            |            |
|  | 5           | Detroit Pistons     | 1                 |                    |                    |                          |                          |                          |  | 1 | Boston Celtics *     | 4                    |                      |  |    |                   |            |            |
|  |             |                     |                   | Eastern Conference |                    |                          |                          |                          |  | 1 | Boston Celtics *     | 4                    |                      |  |    |                   |            |            |
|  |             | 2                   | Milwaukee Bucks * | 0                  |                    |                          |                          |                          |  |   |                      |                      |                      |  |    |                   |            |            |
|  | 3           | 2                   | Milwaukee Bucks * | 0                  | Philadelphia 76ers | 3                        |                          |                          |  |   |                      |                      |                      |  |    |                   |            |            |
|  | 3           |                     |                   |                    | Philadelphia 76ers | 3                        |                          |                          |  |   |                      |                      |                      |  |    |                   |            |            |
|  | 6           | Washington Bullets  | 2                 |                    |                    |                          |                          |                          |  |   |                      |                      |                      |  |    |                   |            |            |
|  | 6           | Washington Bullets  | 2                 |                    | 3                  | Philadelphia 76ers       | 3                        |                          |  |   |                      |                      |                      |  |    |                   |            |            |
|  |             |                     |                   |                    | 3                  | Philadelphia 76ers       | 3                        |                          |  |   |                      |                      |                      |  |    |                   |            |            |
|  |             | 2                   | Milwaukee Bucks * | 4                  |                    |                          |                          |                          |  |   |                      |                      |                      |  |    |                   |            |            |
|  | 2           | 2                   | Milwaukee Bucks * | 4                  | Milwaukee Bucks *  | 3                        |                          |                          |  |   |                      |                      |                      |  |    |                   |            |            |
|  | 2           |                     |                   |                    | Milwaukee Bucks *  | 3                        |                          |                          |  |   |                      |                      |                      |  |    |                   |            |            |
|  | 7           | N.J. Nets           | 0                 |                    |                    |                          |                          |                          |  |   |                      |                      |                      |  |    |                   |            |            |

Legenda
- * Vincitore Division
- "Grassetto" Vincitore serie
- "Corsivo" Squadra con fattore campo

## Eastern Conference

### Primo turno

#### (1) Boston Celtics - (8) Chicago Bulls
RISULTATO FINALE: 3-0
| Arbitri: | Jack Madden Paul Mihalak |

|                         |          |                      |
| L. Bird 30              | Punti    | M. Jordan 49         |
| L. Bird 8               | Assist   | K. Macy, J. Paxson 4 |
| K. McHale, R. Parish 10 | Rimbalzi | C. Oakley 10         |

| Arbitri: | Jake O'Donnell Ed Middleton Jack Nies |

|                         |          |              |
| L. Bird 36              | Punti    | M. Jordan 63 |
| L. Bird, D. Johnson 8   | Assist   | M. Jordan 6  |
| K. McHale, B. Walton 15 | Rimbalzi | C. Oakley 14 |

| Arbitri: | Lee Jones Ed Rush |

|               |          |              |
| J. Paxson 23  | Punti    | K. McHale 31 |
| M. Jordan 9   | Assist   | L. Bird 8    |
| D. Corzine 15 | Rimbalzi | B. Walton 9  |

PRECEDENTI IN REGULAR SEASON
| Regular Season 1985-86 | Boston Celtics | 5 – 1 | Chicago Bulls | Referto 1 - Referto 2 - Referto 3 - Referto 4, Referto 5 - Referto 6 |
| Boston Celtics 109 Chicago Bulls 116 Chicago Bulls 91 Chicago Bulls 94 Boston Celtics 108 Boston Celtics 126 Punti 104 Chicago Bulls 108 Boston Celtics 101 Boston Celtics 106 Boston Celtics 97 Chicago Bulls 105 Chicago Bulls |                | |               |                                                                      |
| |                | |               |                                                                      |
| Boston Celtics 109 Chicago Bulls 116 Chicago Bulls 91 Chicago Bulls 94 Boston Celtics 108 Boston Celtics 126 | Punti          | 104 Chicago Bulls 108 Boston Celtics 101 Boston Celtics 106 Boston Celtics 97 Chicago Bulls 105 Chicago Bulls |               |                                                                      |

PRECEDENTI NEI PLAYOFF
|  | Boston Celtics (1981) | 1 – 0 | Chicago Bulls |  |

#### (2) Milwaukee Bucks - (7) New Jersey Nets
RISULTATO FINALE: 3-0
| Arbitri: | Earl Strom Hue Hollins |

|               |          |                        |
| C. Hodges 25  | Punti    | B. Williams 27         |
| P. Pressey 10 | Assist   | O. Birdsong, D. Cook 7 |
| A. Lister 10  | Rimbalzi | B. Williams 14         |

| Arbitri: | Darell Garretson Dick Bavetta |

|                |          |               |
| T. Cummings 28 | Punti    | M. Gminski 28 |
| P. Pressey 7   | Assist   | D. Cook 7     |
| T. Cummings 7  | Rimbalzi | M. Gminski 13 |

| Arbitri: | Hugh Evans Ed Middleton Dick Bavetta |

|                |          |                |
| O. Birdsong 28 | Punti    | T. Cummings 23 |
| K. Ransey 4    | Assist   | S. Moncrief 5  |
| B. Williams 10 | Rimbalzi | T. Cummings 11 |

PRECEDENTI IN REGULAR SEASON
| Regular Season 1985-86 | Milwaukee Bucks | 4 – 2 | N.J. Nets | Referto 1 - Referto 2 - Referto 3 - Referto 4, Referto 5 - Referto 6 |
| Milwaukee Bucks 136 New Jersey Nets 126 New Jersey Nets 106 Milwaukee Bucks 112 New Jersey Nets 106 Milwaukee Bucks 118 Punti 113 New Jersey Nets 123 Milwaukee Bucks 99 Milwaukee Bucks 94 New Jersey Nets 119 Milwaukee Bucks 105 New Jersey Nets |                 | |           |                                                                      |
| |                 | |           |                                                                      |
| Milwaukee Bucks 136 New Jersey Nets 126 New Jersey Nets 106 Milwaukee Bucks 112 New Jersey Nets 106 Milwaukee Bucks 118 | Punti           | 113 New Jersey Nets 123 Milwaukee Bucks 99 Milwaukee Bucks 94 New Jersey Nets 119 Milwaukee Bucks 105 New Jersey Nets |           |                                                                      |

PRECEDENTI NEI PLAYOFF
|  | Milwaukee Bucks (1984) | 1 – 0 | N.J. Nets |  |

#### (3) Philadelphia 76ers - (6) Washington Bullets
RISULTATO FINALE: 3-2
| Arbitri: | Jack Madden Ed Middleton |

|               |          |               |
| C. Barkley 26 | Punti    | J. Malone 21  |
| C. Barkley 9  | Assist   | G. Williams 7 |
| C. Barkley 22 | Rimbalzi | C. Robinson 8 |

| Arbitri: | Earl Strom Hue Hollins |

|               |          |                |
| C. Barkley 27 | Punti    | J. Malone 25   |
| C. Barkley 6  | Assist   | G. Williams 12 |
| C. Barkley 20 | Rimbalzi | C. Robinson 11 |

| Arbitri: | Jess Kersey Mike Mathis |

|                              |          |               |
| G. Williams 28               | Punti    | J. Erving 22  |
| G. Williams, D. Roundfield 4 | Assist   | J. Erving 6   |
| M. Bol, D. Roundfield 10     | Rimbalzi | C. Barkley 14 |

| Arbitri: | Hugh Evans Joey Crawford |

|                |          |               |
| C. Robinson 31 | Punti    | M. Cheeks 30  |
| J. Ruland 5    | Assist   | C. Barkley 7  |
| M. Bol 12      | Rimbalzi | C. Barkley 15 |

| Arbitri: | Jake O'Donnell Darell Garretson |

|                |          |                |
| T. Catledge 27 | Punti    | C. Robinson 30 |
| C. Barkley 12  | Assist   | G. Williams 6  |
| C. Barkley 15  | Rimbalzi | C. Robinson 11 |

PRECEDENTI IN REGULAR SEASON
| Regular Season 1985-86 | Philadelphia 76ers | 3 – 3 | Washington Bullets | Referto 1 - Referto 2 - Referto 3 - Referto 4, Referto 5 - Referto 6 |
| Washington Bullets 118 (1 t.s.) Philadelphia 76ers 115 Philadelphia 76ers 97 Philadelphia 76ers 112 Washington Bullets 100 Washington Bullets 98 Punti 97 Philadelphia 76ers 110 Washington Bullets 87 Washington Bullets 105 Washington Bullets 93 Philadelphia 76ers 97 Philadelphia 76ers |                    | |                    |                                                                      |
| |                    | |                    |                                                                      |
| Washington Bullets 118 (1 t.s.) Philadelphia 76ers 115 Philadelphia 76ers 97 Philadelphia 76ers 112 Washington Bullets 100 Washington Bullets 98 | Punti              | 97 Philadelphia 76ers 110 Washington Bullets 87 Washington Bullets 105 Washington Bullets 93 Philadelphia 76ers 97 Philadelphia 76ers |                    |                                                                      |

PRECEDENTI NEI PLAYOFF
|  | Philadelphia 76ers (1980, 1985) | 2 – 2 | Washington Bullets (1971, 1978) |  |

#### (4) Atlanta Hawks - (5) Detroit Pistons
RISULTATO FINALE: 3-1
| Arbitri: | Jake O'Donnell Dick Bavetta |

|                             |          |                |
| D. Wilkins 28               | Punti    | B. Laimbeer 26 |
| D. Rivers 16                | Assist   | I. Thomas 16   |
| C. Levingston, T. Rollins 8 | Rimbalzi | B. Laimbeer 17 |

| Arbitri: | Ed Rush Walter Rooney Jim Capers |

|               |          |                |
| R. Wittman 35 | Punti    | I. Thomas 36   |
| S. Webb 18    | Assist   | I. Thomas 9    |
| T. Rollins 14 | Rimbalzi | B. Laimbeer 12 |

| Arbitri: | Jack Madden Joey Crawford |

|                |          |                             |
| K. Tripucka 33 | Punti    | D. Wilkins 21               |
| I. Thomas 11   | Assist   | D. Rivers 8                 |
| B. Laimbeer 14 | Rimbalzi | D. Wilkins, C. Levingston 7 |

| Arbitri: | Darell Garretson Jess Kersey |

|                |          |               |
| I. Thomas 30   | Punti    | D. Wilkins 38 |
| I. Thomas 12   | Assist   | D. Rivers 9   |
| B. Laimbeer 13 | Rimbalzi | D. Rivers 13  |

PRECEDENTI IN REGULAR SEASON
| Regular Season 1985-86 | Atlanta Hawks | 4 – 2 | Detroit Pistons | Referto 1 - Referto 2 - Referto 3 - Referto 4, Referto 5 - Referto 6 |
| Atlanta Hawks 122 Atlanta Hawks 111 Detroit Pistons 99 Detroit Pistons 107 Atlanta Hawks 116 Detroit Pistons 115 Punti 118 Detroit Pistons 101 Detroit Pistons 110 Atlanta Hawks 94 Atlanta Hawks 103 Detroit Pistons 103 Atlanta Hawks |               | |                 |                                                                      |
| |               | |                 |                                                                      |
| Atlanta Hawks 122 Atlanta Hawks 111 Detroit Pistons 99 Detroit Pistons 107 Atlanta Hawks 116 Detroit Pistons 115 | Punti         | 118 Detroit Pistons 101 Detroit Pistons 110 Atlanta Hawks 94 Atlanta Hawks 103 Detroit Pistons 103 Atlanta Hawks |                 |                                                                      |

PRECEDENTI NEI PLAYOFF
|  | Atlanta Hawks (1958, 1963) | 2 – 1 | Detroit Pistons (1956) |  |

### Semifinali

#### (1) Boston Celtics - (4) Atlanta Hawks
RISULTATO FINALE: 4-1
| Arbitri: | Hugh Evans Mike Mathis |

|               |          |              |
| K. McHale 24  | Punti    | K. Willis 18 |
| D. Johnson 14 | Assist   | S. Webb 5    |
| L. Bird 12    | Rimbalzi | K. Willis 8  |

| Arbitri: | Earl Strom Bill Oakes |

|              |          |                          |
| L. Bird 36   | Punti    | K. Willis 23             |
| D. Johnson 9 | Assist   | D. Rivers 7              |
| K. McHale 9  | Rimbalzi | K. Willis, T. Rollins 10 |

| Arbitri: | Jake O'Donnell Joey Crawford Tommy Nunez Sr. |

|               |          |              |
| D. Wilkins 38 | Punti    | L. Bird 28   |
| D. Rivers 14  | Assist   | L. Bird 12   |
| K. Willis 12  | Rimbalzi | R. Parish 14 |

| Arbitri: | Darell Garretson Paul Mihalak |

|               |          |              |
| D. Wilkins 37 | Punti    | K. McHale 26 |
| S. Webb 12    | Assist   | L. Bird 5    |
| T. Rollins 16 | Rimbalzi | K. McHale 12 |

| Arbitri: | Jack Madden Ed Middleton |

|              |          |              |
| L. Bird 36   | Punti    | S. Webb 15   |
| D. Johnson 8 | Assist   | S. Webb 8    |
| R. Parish 13 | Rimbalzi | T. Rollins 8 |

PRECEDENTI IN REGULAR SEASON
| Regular Season 1985-86 | Boston Celtics | 6 – 0 | Atlanta Hawks | Referto 1 - Referto 2 - Referto 3 - Referto 4, Referto 5 - Referto 6 |
| Boston Celtics 109 Atlanta Hawks 97 Boston Celtics 114 Boston Celtics 115 Atlanta Hawks 122 Atlanta Hawks 114 Punti 105 Atlanta Hawks 102 Boston Celtics 110 Atlanta Hawks 108 Atlanta Hawks 125 Boston Celtics (1 t.s.) 121 Boston Celtics |                | |               |                                                                      |
| |                | |               |                                                                      |
| Boston Celtics 109 Atlanta Hawks 97 Boston Celtics 114 Boston Celtics 115 Atlanta Hawks 122 Atlanta Hawks 114 | Punti          | 105 Atlanta Hawks 102 Boston Celtics 110 Atlanta Hawks 108 Atlanta Hawks 125 Boston Celtics (1 t.s.) 121 Boston Celtics |               |                                                                      |

PRECEDENTI NEI PLAYOFF
|  | Boston Celtics (1957, 1960, 1961, 1972, 1973, 1983) | 6 – 1 | Atlanta Hawks (1958) |  |

#### (2) Milwaukee Bucks - (3) Philadelphia 76ers
RISULTATO FINALE: 4-3
| Arbitri: | Ed Rush Lee Jones |

|                |          |                         |
| T. Cummings 23 | Punti    | C. Barkley 31           |
| P. Pressey 13  | Assist   | M. Cheeks, S. Threatt 7 |
| T. Cummings 7  | Rimbalzi | C. Barkley 20           |

| Arbitri: | Jack Madden Hue Hollins |

|                |          |               |
| T. Cummings 30 | Punti    | C. Barkley 26 |
| P. Pressey 7   | Assist   | M. Cheeks 8   |
| T. Cummings 15 | Rimbalzi | C. Barkley 15 |

| Arbitri: | Mike Mathis Jess Kersey |

|               |          |                          |
| C. Barkley 29 | Punti    | T. Cummings 27           |
| M. Cheeks 10  | Assist   | P. Pressey 9             |
| C. Barkley 13 | Rimbalzi | T. Cummings, A. Lister 9 |

| Arbitri: | Jake O'Donnell Joey Crawford |

|               |          |                                        |
| C. Barkley 37 | Punti    | T. Cummings, R. Pierce 19              |
| M. Cheeks 10  | Assist   | T. Cummings, S. Moncrief, P. Pressey 4 |
| C. Barkley 14 | Rimbalzi | T. Cummings 13                         |

| Arbitri: | Paul Mihalak Hugh Evans |

|                            |          |                         |
| T. Cummings, P. Pressey 23 | Punti    | C. Barkley 29           |
| P. Pressey 16              | Assist   | C. Barkley, J. Erving 5 |
| T. Cummings 11             | Rimbalzi | C. Johnson 9            |

| Arbitri: | Ed Rush Darell Garretson |

|                         |          |               |
| C. Barkley, B. Jones 23 | Punti    | C. Hodges 22  |
| M. Cheeks 13            | Assist   | T. Cummings 5 |
| C. Barkley 21           | Rimbalzi | A. Lister 10  |

| Arbitri: | Jake O'Donnell Jack Madd |

|                |          |               |
| T. Cummings 27 | Punti    | S. Threatt 28 |
| P. Pressey 15  | Assist   | M. Cheeks 6   |
| T. Cummings 8  | Rimbalzi | C. Barkley 12 |

PRECEDENTI IN REGULAR SEASON
| Regular Season 1985-86 | Milwaukee Bucks | 4 – 1                                                                                                   | Philadelphia 76ers | Referto 1 - Referto 2 - Referto 3 - Referto 4, Referto 5 |
| Milwaukee Bucks 119 Philadelphia 76ers 105 Philadelphia 76ers 106 Milwaukee Bucks 125 Philadelphia 76ers 94 Punti 117 Philadelphia 76ers 97 Milwaukee Bucks 111 Milwaukee Bucks 95 Philadelphia 76ers 116 Milwaukee Bucks |                 | |                    |                                                          |
| |                 | |                    |                                                          |
| Milwaukee Bucks 119 Philadelphia 76ers 105 Philadelphia 76ers 106 Milwaukee Bucks 125 Philadelphia 76ers 94 | Punti           | 117 Philadelphia 76ers 97 Milwaukee Bucks 111 Milwaukee Bucks 95 Philadelphia 76ers 116 Milwaukee Bucks |                    |                                                          |

PRECEDENTI NEI PLAYOFF
|  | Milwaukee Bucks (1970) | 1 – 4 | Philadelphia 76ers (1981, 1982, 1983, 1985) |  |

### Finale

#### (1) Boston Celtics - (2) Milwaukee Bucks
RISULTATO FINALE: 4-0
| Arbitri: | Mike Mathis Jess Kersey |

|               |          |                                     |
| L. Bird 26    | Punti    | K. Fields 18                        |
| J. Sichting 8 | Assist   | C. Hodges, T. Cummings, K. Fields 3 |
| D. Ainge 10   | Rimbalzi | T. Cummings 11                      |

| Arbitri: | Darell Garretson Lee Jones |

|             |          |                |
| L. Bird 26  | Punti    | T. Cummings 23 |
| L. Bird 9   | Assist   | P. Pressey 9   |
| R. Parish 9 | Rimbalzi | A. Lister 7    |

| Arbitri: | Jake O'Donnell Ed Middleton |

|                |          |              |
| T. Cummings 27 | Punti    | K. McHale 29 |
| P. Pressey 9   | Assist   | L. Bird 13   |
| T. Cummings 18 | Rimbalzi | L. Bird 16   |

| Arbitri: | Ed Rush Joey Crawford |

|                |          |                     |
| S. Moncrief 27 | Punti    | L. Bird 30          |
| S. Moncrief 8  | Assist   | L. Bird, D. Ainge 5 |
| A. Lister 12   | Rimbalzi | K. McHale 11        |

PRECEDENTI IN REGULAR SEASON
| Regular Season 1985-86 | Boston Celtics | 5 – 0                                                                                            | Milwaukee Bucks | Referto 1 - Referto 2 - Referto 3 - Referto 4, Referto 5 |
| Boston Celtics 117 Milwaukee Bucks 109 Milwaukee Bucks 93 Boston Celtics 121 Milwaukee Bucks 114 Punti 106 Milwaukee Bucks 112 Boston Celtics 112 Boston Celtics 115 Milwaukee Bucks 126 Boston Celtics |                |                                                                                                  |                 |                                                          |
| |                |                                                                                                  |                 |                                                          |
| Boston Celtics 117 Milwaukee Bucks 109 Milwaukee Bucks 93 Boston Celtics 121 Milwaukee Bucks 114 | Punti          | 106 Milwaukee Bucks 112 Boston Celtics 112 Boston Celtics 115 Milwaukee Bucks 126 Boston Celtics |                 |                                                          |

PRECEDENTI NEI PLAYOFF
|  | Boston Celtics (1974, 1984) | 2 – 1 | Milwaukee Bucks (1983) |  |

## Western Conference

### Primo turno

#### (1) Los Angeles Lakers - (8) San Antonio Spurs
RISULTATO FINALE: 3-0
| Arbitri: | Darell Garretson Bill Oakes |

|               |          |                           |
| B. Scott 24   | Punti    | M. Mitchell 24            |
| M. Johnson 18 | Assist   | W. Matthews 10            |
| K. Rambis 8   | Rimbalzi | M. Mitchell, S. Johnson 4 |

| Arbitri: | Lee Jones Joey Crawford |

|                              |          |                |
| M. Johnson 30                | Punti    | W. Matthews 30 |
| M. Johnson 13                | Assist   | A. Robertson 8 |
| K. Abdul-Jabbar, M. Lucas 10 | Rimbalzi | D. Greenwood 7 |

| Arbitri: | Jake O'Donnell Tommy Nunez Sr. |

|                |          |                    |
| W. Matthews 30 | Punti    | K. Abdul-Jabbar 25 |
| W. Matthews 8  | Assist   | M. Johnson 17      |
| A. Gilmore 11  | Rimbalzi | K. Rambis 14       |

PRECEDENTI IN REGULAR SEASON
| Regular Season 1985-86 | L.A. Lakers | 4 – 1 | San Antonio Spurs | Referto 1 - Referto 2 - Referto 3 - Referto 4, Referto 5 |
| San Antonio Spurs 116 Los Angeles Lakers 118 San Antonio Spurs 109 San Antonio Spurs 109 Los Angeles Lakers 124 Punti 121 Los Angeles Lakers (2 t.s.) 102 San Antonio Spurs 91 Los Angeles Lakers 117 Los Angeles Lakers 102 San Antonio Spurs |             | |                   |                                                          |
| |             | |                   |                                                          |
| San Antonio Spurs 116 Los Angeles Lakers 118 San Antonio Spurs 109 San Antonio Spurs 109 Los Angeles Lakers 124 | Punti       | 121 Los Angeles Lakers (2 t.s.) 102 San Antonio Spurs 91 Los Angeles Lakers 117 Los Angeles Lakers 102 San Antonio Spurs |                   |                                                          |

PRECEDENTI NEI PLAYOFF
|  | L.A. Lakers (1982, 1983) | 2 – 0 | San Antonio Spurs |  |

#### (2) Houston Rockets - (7) Sacramento Kings
RISULTATO FINALE: 3-0
| Arbitri: | Hugh Evans Tommy Nunez Sr. |

|                |          |                |
| H. Olajuwon 29 | Punti    | R. Theus 18    |
| R. McCray 7    | Assist   | R. Theus 4     |
| H. Olajuwon 15 | Rimbalzi | L. Thompson 17 |

| Arbitri: | Mike Mathis Jess Kersey |

|                       |          |                |
| R. Reid 29            | Punti    | R. Theus 19    |
| R. Reid, R. Sampson 6 | Assist   | R. Theus 7     |
| R. Sampson 8          | Rimbalzi | L. Thompson 10 |

| Arbitri: | Darell Garretson Paul Mihalak |

|                                       |          |                         |
| E. Johnson 33                         | Punti    | L. Lloyd, R. Sampson 25 |
| R. Theus 8                            | Assist   | L. Lloyd, R. McCray 7   |
| E. Johnson, M. Woodson, L. Thompson 8 | Rimbalzi | H. Olajuwon 13          |

PRECEDENTI IN REGULAR SEASON
| Regular Season 1985-86 | Houston Rockets | 4 – 2 | Sacramento Kings | Referto 1 - Referto 2 - Referto 3 - Referto 4, Referto 5 - Referto 6 |
| Sacramento Kings 122 Houston Rockets 131 Houston Rockets 124 Sacramento Kings 109 Sacramento Kings 115 Houston Rockets 116 Punti 116 Houston Rockets 114 Sacramento Kings 107 Sacramento Kings 111 Houston Rockets 105 Houston Rockets 105 Sacramento Kings |                 | |                  |                                                                      |
| |                 | |                  |                                                                      |
| Sacramento Kings 122 Houston Rockets 131 Houston Rockets 124 Sacramento Kings 109 Sacramento Kings 115 Houston Rockets 116 | Punti           | 116 Houston Rockets 114 Sacramento Kings 107 Sacramento Kings 111 Houston Rockets 105 Houston Rockets 105 Sacramento Kings |                  |                                                                      |

PRECEDENTI NEI PLAYOFF
|  | Houston Rockets (1981) | 1 – 0 | Sacramento Kings |  |

#### (3) Denver Nuggets - (6) Portland Trail Blazers
RISULTATO FINALE: 3-1
| Arbitri: | Mike Mathis Jess Kersey |

|                        |          |                  |
| C. Natt 40             | Punti    | K. Vandeweghe 28 |
| A. English, F. Lever 9 | Assist   | S. Colter 6      |
| D. Schayes 11          | Rimbalzi | K. Carr 9        |

| Arbitri: | Joey Crawford Paul Mihalak |

|                |          |                  |
| A. English 24  | Punti    | K. Vandeweghe 36 |
| A. English 10  | Assist   | C. Drexler 8     |
| B. Rasmussen 9 | Rimbalzi | K. Carr 11       |

| Arbitri: | Earl Strom Bill Oakes |

|                  |          |                 |
| K. Vandeweghe 24 | Punti    | B. Rasmussen 15 |
| C. Drexler 7     | Assist   | F. Lever 5      |
| K. Carr 15       | Rimbalzi | C. Natt 11      |

| Arbitri: | Jack Madden Hue Hollins |

|                  |          |               |
| K. Vandeweghe 18 | Punti    | F. Lever 30   |
| S. Colter 8      | Assist   | A. English 8  |
| K. Carr 18       | Rimbalzi | T. R. Dunn 11 |

PRECEDENTI IN REGULAR SEASON
| Regular Season 1985-86 | Denver Nuggets | 3 – 2 | Portland T. Blazers | Referto 1 - Referto 2 - Referto 3 - Referto 4, Referto 5 |
| Denver Nuggets 123 Portland Trail Blazers 121 Denver Nuggets 119 Portland Trail Blazers 113 Portland Trail Blazers 127 Punti 118 Portland Trail Blazers 114 Denver Nuggets 118 Portland Trail Blazers 119 Denver Nuggets 110 Denver Nuggets |                | |                     |                                                          |
| |                | |                     |                                                          |
| Denver Nuggets 123 Portland Trail Blazers 121 Denver Nuggets 119 Portland Trail Blazers 113 Portland Trail Blazers 127 | Punti          | 118 Portland Trail Blazers 114 Denver Nuggets 118 Portland Trail Blazers 119 Denver Nuggets 110 Denver Nuggets |                     |                                                          |

PRECEDENTI NEI PLAYOFF
|  | Denver Nuggets | 0 – 1 | Portland T. Blazers (1977) |  |

#### (4) Dallas Mavericks - (5) Utah Jazz
RISULTATO FINALE: 3-1
| Arbitri: | Hugh Evans Tommy Nunez Sr. |

|                |          |              |
| R. Blackman 25 | Punti    | K. Malone 23 |
| D. Harper 7    | Assist   | R. Green 12  |
| S. Perkins 15  | Rimbalzi | K. Malone 13 |

| Arbitri: | Ed Rush Lee Jones |

|                         |          |              |
| M. Aguirre 27           | Punti    | K. Malone 31 |
| M. Aguirre, D. Harper 5 | Assist   | R. Green 8   |
| S. Perkins 10           | Rimbalzi | M. Eaton 11  |

| Arbitri: | Earl Strom Hue Hollins |

|              |          |                 |
| R. Green 32  | Punti    | J. Donaldson 17 |
| R. Green 8   | Assist   | D. Harper 6     |
| T. Bailey 14 | Rimbalzi | J. Donaldson 20 |

| Arbitri: | Mike Mathis Jack Madden |

|              |          |               |
| T. Bailey 24 | Punti    | S. Perkins 29 |
| R. Green 10  | Assist   | M. Aguirre 8  |
| M. Eaton 12  | Rimbalzi | S. Perkins 12 |

PRECEDENTI IN REGULAR SEASON
| Regular Season 1985-86 | Dallas Mavericks | 5 – 1                                                                                                  | Utah Jazz | Referto 1 - Referto 2 - Referto 3 - Referto 4, Referto 5 - Referto 6 |
| Utah Jazz 100 Dallas Mavericks 119 Utah Jazz 139 Dallas Mavericks 100 Dallas Mavericks 108 Utah Jazz 107 Punti 115 Dallas Mavericks 106 Utah Jazz 112 Dallas Mavericks 97 Utah Jazz 98 Utah Jazz 114 Dallas Mavericks |                  | |           |                                                                      |
| |                  | |           |                                                                      |
| Utah Jazz 100 Dallas Mavericks 119 Utah Jazz 139 Dallas Mavericks 100 Dallas Mavericks 108 Utah Jazz 107 | Punti            | 115 Dallas Mavericks 106 Utah Jazz 112 Dallas Mavericks 97 Utah Jazz 98 Utah Jazz 114 Dallas Mavericks |           |                                                                      |

PRECEDENTI NEI PLAYOFF

Si è trattata della prima sfida tra le due squadre ai playoff.

### Semifinali

#### (1) Los Angeles Lakers - (4) Dallas Mavericks
RISULTATO FINALE: 4-2
| Arbitri: | Ed Rush Ed Middleton |

|                    |          |                 |
| K. Abdul-Jabbar 28 | Punti    | J. Vincent 18   |
| M. Johnson 14      | Assist   | D. Harper 9     |
| M. Lucas 8         | Rimbalzi | J. Donaldson 10 |

| Arbitri: | Hugh Evans Paul Mihalak |

|                    |          |               |
| K. Abdul-Jabbar 26 | Punti    | M. Aguirre 28 |
| M. Johnson 9       | Assist   | D. Harper 16  |
| M. Lucas 11        | Rimbalzi | M. Aguirre 12 |

| Arbitri: | Jack Madden Hue Hollins |

|                 |          |                    |
| M. Aguirre 27   | Punti    | K. Abdul-Jabbar 28 |
| M. Aguirre 8    | Assist   | M. Johnson 14      |
| J. Donaldson 14 | Rimbalzi | K. Abdul-Jabbar 12 |

| Arbitri: | Jake O'Donnell Lee Jones |

|                 |          |                    |
| M. Aguirre 39   | Punti    | K. Abdul-Jabbar 33 |
| D. Harper 11    | Assist   | M. Johnson 14      |
| J. Donaldson 11 | Rimbalzi | M. Johnson 15      |

| Arbitri: | Jess Kersey Mike Mathis |

|                    |          |                |
| K. Abdul-Jabbar 34 | Punti    | M. Aguirre 27  |
| M. Johnson 14      | Assist   | D. Harper 9    |
| K. Rambis 10       | Rimbalzi | J. Donaldson 8 |

| Arbitri: | Ed Rush Joey Crawford |

|                 |          |                    |
| M. Aguirre 28   | Punti    | K. Abdul-Jabbar 27 |
| R. Blackman 8   | Assist   | M. Johnson 17      |
| J. Donaldson 18 | Rimbalzi | M. Lucas 8         |

PRECEDENTI IN REGULAR SEASON
| Regular Season 1985-86 | L.A. Lakers | 4 – 1 | Dallas Mavericks | Referto 1 - Referto 2 - Referto 3 - Referto 4, Referto 5 |
| Dallas Mavericks 115 Los Angeles Lakers 125 Los Angeles Lakers 110 Dallas Mavericks 116 Los Angeles Lakers 104 Punti 133 Los Angeles Lakers 119 Dallas Mavericks 102 Dallas Mavericks 119 Los Angeles Lakers 127 Dallas Mavericks |             | |                  |                                                          |
| |             | |                  |                                                          |
| Dallas Mavericks 115 Los Angeles Lakers 125 Los Angeles Lakers 110 Dallas Mavericks 116 Los Angeles Lakers 104 | Punti       | 133 Los Angeles Lakers 119 Dallas Mavericks 102 Dallas Mavericks 119 Los Angeles Lakers 127 Dallas Mavericks |                  |                                                          |

PRECEDENTI NEI PLAYOFF
|  | L.A. Lakers (1984) | 1 – 0 | Dallas Mavericks |  |

#### (2) Houston Rockets - (3) Denver Nuggets
RISULTATO FINALE: 4-2
| Arbitri: | Jake O'Donnell Ed Middleton |

|                |          |                        |
| H. Olajuwon 38 | Punti    | A. English 34          |
| R. Reid 9      | Assist   | F. Lever, A. English 9 |
| H. Olajuwon 16 | Rimbalzi | C. Natt, D. Schayes 7  |

| Arbitri: | Joey Crawford Jess Kersey |

|                |          |                 |
| R. Sampson 27  | Punti    | B. Rasmussen 18 |
| R. McCray 10   | Assist   | M. Evans 7      |
| H. Olajuwon 14 | Rimbalzi | W. Cooper 9     |

| Arbitri: | Hugh Evans Paul Mihalak |

|               |          |                       |
| A. English 33 | Punti    | H. Olajuwon 31        |
| A. English 5  | Assist   | R. McCray, L. Lloyd 8 |
| D. Schayes 8  | Rimbalzi | H. Olajuwon 11        |

| Arbitri: | Hue Hollins Ed Rush |

|                         |          |               |
| A. English 28           | Punti    | R. Sampson 28 |
| B. Hanzlik, E. Turner 5 | Assist   | R. Reid 7     |
| W. Cooper 9             | Rimbalzi | R. Sampson 13 |

| Arbitri: | Darell Garretson Lee Jones |

|                |          |                 |
| H. Olajuwon 36 | Punti    | A. English 27   |
| R. Reid 12     | Assist   | F. Lever 4      |
| H. Olajuwon 19 | Rimbalzi | B. Rasmussen 12 |

| Arbitri: | Mike Mathis Jack Madden |

|               |          |                |
| A. English 42 | Punti    | H. Olajuwon 28 |
| F. Lever 7    | Assist   | R. McCray 7    |
| D. Schayes 14 | Rimbalzi | R. Sampson 18  |

PRECEDENTI IN REGULAR SEASON
| Regular Season 1985-86 | Houston Rockets | 3 – 3 | Denver Nuggets | Referto 1 - Referto 2 - Referto 3 - Referto 4, Referto 5 - Referto 6 |
| Houston Rockets 127 Denver Nuggets 127 Denver Nuggets 125 Houston Rockets 104 Houston Rockets 117 Denver Nuggets 128 Punti 119 Denver Nuggets 113 Houston Rockets 122 Houston Rockets 102 Denver Nuggets 111 Denver Nuggets 115 Houston Rockets |                 | |                |                                                                      |
| |                 | |                |                                                                      |
| Houston Rockets 127 Denver Nuggets 127 Denver Nuggets 125 Houston Rockets 104 Houston Rockets 117 Denver Nuggets 128 | Punti           | 119 Denver Nuggets 113 Houston Rockets 122 Houston Rockets 102 Denver Nuggets 111 Denver Nuggets 115 Houston Rockets |                |                                                                      |

PRECEDENTI NEI PLAYOFF

Si è trattata della prima sfida tra le due squadre ai playoff.

### Finale

#### (1) Los Angeles Lakers - (2) Houston Rockets
RISULTATO FINALE: 1-4
| Arbitri: | Hue Hollins Hugh Evans |

|                        |          |                |
| K. Abdul-Jabbar 31     | Punti    | H. Olajuwon 28 |
| M. Johnson 18          | Assist   | R. Reid 8      |
| M. Johnson, M. Lucas 7 | Rimbalzi | H. Olajuwon 16 |

| Arbitri: | Jake O'Donnell Paul Mihalak |

|               |          |                         |
| M. Johnson 24 | Punti    | L. Lloyd, R. Sampson 24 |
| M. Johnson 19 | Assist   | R. McCray 11            |
| K. Rambis 9   | Rimbalzi | R. Sampson 16           |

| Arbitri: | Jack Madden Joey Crawford Mike Mathis |

|                |          |                        |
| H. Olajuwon 40 | Punti    | K. Abdul-Jabbar 33     |
| R. Reid 12     | Assist   | M. Johnson 20          |
| H. Olajuwon 12 | Rimbalzi | M. Johnson, M. Lucas 8 |

| Arbitri: | Darell Garretson Mike Mathis Lee Jones |

|                |          |               |
| H. Olajuwon 35 | Punti    | J. Worthy 26  |
| R. McCray 6    | Assist   | M. Johnson 11 |
| J. Petersen 13 | Rimbalzi | M. Johnson 12 |

| Arbitri: | Earl Strom Jess Kersey |

|                    |          |                |
| K. Abdul-Jabbar 26 | Punti    | H. Olajuwon 30 |
| M. Johnson 13      | Assist   | R. McCray 11   |
| K. Abdul-Jabbar 13 | Rimbalzi | H. Olajuwon 7  |

PRECEDENTI IN REGULAR SEASON
| Regular Season 1985-86 | Houston Rockets | 1 – 4 | L.A. Lakers | Referto 1 - Referto 2 - Referto 3 - Referto 4, Referto 5 |
| Los Angeles Lakers 120 Houston Rockets 95 Los Angeles Lakers 116 Houston Rockets 109 Los Angeles Lakers 117 Punti 112 Houston Rockets 117 Los Angeles Lakers 111 Houston Rockets 103 Los Angeles Lakers 113 Houston Rockets |                 | |             |                                                          |
| |                 | |             |                                                          |
| Los Angeles Lakers 120 Houston Rockets 95 Los Angeles Lakers 116 Houston Rockets 109 Los Angeles Lakers 117 | Punti           | 112 Houston Rockets 117 Los Angeles Lakers 111 Houston Rockets 103 Los Angeles Lakers 113 Houston Rockets |             |                                                          |

PRECEDENTI NEI PLAYOFF
|  | L.A. Lakers | 0 – 1 | Houston Rockets (1981) |  |

## NBA Finals 1986

### Boston Celtics - Houston Rockets
RISULTATO FINALE
|  | Boston Celtics | 4 – 2 | Houston Rockets |  |

PRECEDENTI IN REGULAR SEASON
| Regular Season 1985-86                                                              | Boston Celtics | 2 – 0                                  | Houston Rockets | Referto 1 - Referto 2 |
| Houston Rockets 104 Boston Celtics 114 Punti 116 Boston Celtics 107 Houston Rockets |                |                                        |                 |                       |
|                                                                                     |                |                                        |                 |                       |
| Houston Rockets 104 Boston Celtics 114                                              | Punti          | 116 Boston Celtics 107 Houston Rockets |                 |                       |

PRECEDENTI NEI PLAYOFF
|  | Boston Celtics (1975, 1980, 1981) | 3 – 0 | Houston Rockets |  |

#### Roster
| \| Pos. \| Num. \| Naz. \| Nome \| Altezza \| Peso \| Data nascita \| Provenienza \| \| ---- \| ---- \| ---- \| ---------------- \| ------- \| ------ \| ------------ \| -------------- \| \| G/AP \| 44 \| \| Ainge, Danny \| 193 cm \| 79 kg \| 17-03-1959 \| Brigham Young \| \| A \| 33 \| \| Bird, Larry \| 206 cm \| 100 kg \| 07-12-1956 \| Indiana State \| \| G \| 34 \| \| Carlisle, Rick \| 196 cm \| 95 kg \| 27-10-1959 \| Virginia \| \| G \| 3 \| \| Johnson, Dennis \| 193 cm \| 84 kg \| 18-09-1954 \| Pepperdine \| \| C \| 50 \| \| Kite, Greg \| 211 cm \| 113 kg \| 05-08-1961 \| Brigham Young \| \| A/C \| 32 \| \| McHale, Kevin \| 208 cm \| 95 kg \| 19-12-1957 \| Minnesota \| \| C \| 0 \| \| Parish, Robert \| 213 cm \| 104 kg \| 30-08-1953 \| Centenary \| \| G \| 12 \| \| Sichting, Jerry \| 185 cm \| 76 kg \| 29-11-1956 \| Purdue \| \| G/AP \| 45 \| \| Thirdkill, David \| 201 cm \| 88 kg \| 12-04-1960 \| Bradley \| \| G \| 11 \| \| Vincent, Sam \| 188 cm \| 84 kg \| 18-05-1963 \| Michigan State \| \| C \| 5 \| \| Walton, Bill \| 211 cm \| 95 kg \| 5-11-1952 \| UCLA \| \| G/AP \| 8 \| \| Wedman, Scott \| 201 cm \| 98 kg \| 29-07-1952 \| Colorado \| \| G/AP \| 35 \| \| Williams, Sly \| 201 cm \| 95 kg \| 26-01-1958 \| Rhode Island \| | Allenatore - K.C. Jones Assistente/i - Jimmy Rodgers (Vice) - Chris Ford (Vice) - Ed Badger (Vice) - Ray Melchiorre (Preparatore atletico) Legenda - (C) Capitano - (FA) Free agent - (S) Sospeso - (TW) Contratto Two-way - (GL) Assegnato a squadra G League affiliata - Infortunato Roster • Transazioni · Ultima transazione: 30 giugno 1986 |                        |                  |         |        |              |                |
| Pos. | Num. | Naz.                   | Nome             | Altezza | Peso   | Data nascita | Provenienza    |
| G/AP | 44 | Stati Uniti (bandiera) | Ainge, Danny     | 193 cm  | 79 kg  | 17-03-1959   | Brigham Young  |
| A | 33 | Stati Uniti (bandiera) | Bird, Larry      | 206 cm  | 100 kg | 07-12-1956   | Indiana State  |
| G | 34 | Stati Uniti (bandiera) | Carlisle, Rick   | 196 cm  | 95 kg  | 27-10-1959   | Virginia       |
| G | 3 | Stati Uniti (bandiera) | Johnson, Dennis  | 193 cm  | 84 kg  | 18-09-1954   | Pepperdine     |
| C | 50 | Stati Uniti (bandiera) | Kite, Greg       | 211 cm  | 113 kg | 05-08-1961   | Brigham Young  |
| A/C | 32 | Stati Uniti (bandiera) | McHale, Kevin    | 208 cm  | 95 kg  | 19-12-1957   | Minnesota      |
| C | 0 | Stati Uniti (bandiera) | Parish, Robert   | 213 cm  | 104 kg | 30-08-1953   | Centenary      |
| G | 12 | Stati Uniti (bandiera) | Sichting, Jerry  | 185 cm  | 76 kg  | 29-11-1956   | Purdue         |
| G/AP | 45 | Stati Uniti (bandiera) | Thirdkill, David | 201 cm  | 88 kg  | 12-04-1960   | Bradley        |
| G | 11 | Stati Uniti (bandiera) | Vincent, Sam     | 188 cm  | 84 kg  | 18-05-1963   | Michigan State |
| C | 5 | Stati Uniti (bandiera) | Walton, Bill     | 211 cm  | 95 kg  | 5-11-1952    | UCLA           |
| G/AP | 8 | Stati Uniti (bandiera) | Wedman, Scott    | 201 cm  | 98 kg  | 29-07-1952   | Colorado       |
| G/AP | 35 | Stati Uniti (bandiera) | Williams, Sly    | 201 cm  | 95 kg  | 26-01-1958   | Rhode Island   |

| \| Pos. \| Num. \| Naz. \| Nome \| Altezza \| Peso \| Data nascita \| Provenienza \| \| ---- \| ---- \| ---- \| ------------------ \| ------- \| ------ \| ------------ \| ---------------- \| \| G/AP \| 3 \| \| Ehlo, Craig \| 198 cm \| 82 kg \| 11-08-1961 \| Washington State \| \| G \| 20 \| \| Harris, Steve \| 196 cm \| 88 kg \| 15-10-1963 \| Tulsa \| \| G \| 30 \| \| Leavell, Allen \| 185 cm \| 77 kg \| 27-05-1957 \| Oklahoma City \| \| G/AP \| 32 \| \| Lloyd, Lewis \| 198 cm \| 93 kg \| 22-02-1959 \| Drake \| \| G \| 5 \| \| Lucas, John \| 191 cm \| 79 kg \| 31-10-1953 \| Maryland \| \| G/AP \| 22 \| \| McCray, Rodney \| 201 cm \| 100 kg \| 29-08-1961 \| Louisville \| \| A/C \| 8 \| \| McDowell, Hank \| 206 cm \| 98 kg \| 13-11-1959 \| Memphis \| \| C \| 34 \| \| Olajuwon, Akeem \| 213 cm \| 116 kg \| 21-01-1963 \| Houston \| \| A/C \| 43 \| \| Petersen, Jim \| 208 cm \| 107 kg \| 22-02-1962 \| Minnesota \| \| G/AP \| 33 \| \| Reid, Robert \| 203 cm \| 93 kg \| 30-08-1955 \| St. Mary's (TX) \| \| A/C \| 50 \| \| Sampson, Ralph \| 224 cm \| 103 kg \| 07-07-1960 \| Virginia \| \| C \| 31 \| \| Waiters, Granville \| 211 cm \| 102 kg \| 8-01-1961 \| Ohio State \| \| G \| 15 \| \| Wiggins, Mitchell \| 193 cm \| 84 kg \| 28-09-1959 \| Florida State \| | Allenatore - Bill Fitch Assistente/i - Carroll Dawson (Vice) - Rudy Tomjanovich (Vice) Legenda - (C) Capitano - (FA) Free agent - (S) Sospeso - (TW) Contratto Two-way - (GL) Assegnato a squadra G League affiliata - Infortunato Roster • Transazioni · Ultima transazione: 17 giugno 1986 |                        |                    |         |        |              |                  |
| Pos. | Num. | Naz.                   | Nome               | Altezza | Peso   | Data nascita | Provenienza      |
| G/AP | 3 | Stati Uniti (bandiera) | Ehlo, Craig        | 198 cm  | 82 kg  | 11-08-1961   | Washington State |
| G | 20 | Stati Uniti (bandiera) | Harris, Steve      | 196 cm  | 88 kg  | 15-10-1963   | Tulsa            |
| G | 30 | Stati Uniti (bandiera) | Leavell, Allen     | 185 cm  | 77 kg  | 27-05-1957   | Oklahoma City    |
| G/AP | 32 | Stati Uniti (bandiera) | Lloyd, Lewis       | 198 cm  | 93 kg  | 22-02-1959   | Drake            |
| G | 5 | Stati Uniti (bandiera) | Lucas, John        | 191 cm  | 79 kg  | 31-10-1953   | Maryland         |
| G/AP | 22 | Stati Uniti (bandiera) | McCray, Rodney     | 201 cm  | 100 kg | 29-08-1961   | Louisville       |
| A/C | 8 | Stati Uniti (bandiera) | McDowell, Hank     | 206 cm  | 98 kg  | 13-11-1959   | Memphis          |
| C | 34 | Nigeria (bandiera)     | Olajuwon, Akeem    | 213 cm  | 116 kg | 21-01-1963   | Houston          |
| A/C | 43 | Stati Uniti (bandiera) | Petersen, Jim      | 208 cm  | 107 kg | 22-02-1962   | Minnesota        |
| G/AP | 33 | Stati Uniti (bandiera) | Reid, Robert       | 203 cm  | 93 kg  | 30-08-1955   | St. Mary's (TX)  |
| A/C | 50 | Stati Uniti (bandiera) | Sampson, Ralph     | 224 cm  | 103 kg | 07-07-1960   | Virginia         |
| C | 31 | Stati Uniti (bandiera) | Waiters, Granville | 211 cm  | 102 kg | 8-01-1961    | Ohio State       |
| G | 15 | Stati Uniti (bandiera) | Wiggins, Mitchell  | 193 cm  | 84 kg  | 28-09-1959   | Florida State    |

#### Risultati
| Arbitri: | Ed T. Rush Jack Madden |

|                                                                                   |            | |
| R. Parish 23                                                                      | Punti      | H. Olajuwon 33                                                                                       |
| L. Bird 13                                                                        | Assist     | R. Reid 8                                                                                            |
| D. Johnson 11                                                                     | Rimbalzi   | H. Olajuwon 12                                                                                       |
| Ainge, Bird, Johnson, McHale, Parish (Kite, Sichting, Thirdkill, Vincent, Walton) | Formazioni | Lloyd, McCray, Olajuwon, Reid, Sampson (Ehlo, Harris, Leavell, McDowell, Petersen, Waiters, Wiggins) |

| Arbitri: | Jess Kersey Hugh Evans |

|                                                                                             |            | |
| L. Bird 31                                                                                  | Punti      | H. Olajuwon 21                                                                                       |
| L. Bird 7                                                                                   | Assist     | R. McCray, R. Reid 5                                                                                 |
| L. Bird 8                                                                                   | Rimbalzi   | H. Olajuwon 10                                                                                       |
| Ainge, Bird, Johnson, McHale, Parish (Carlisle, Kite, Sichting, Thirdkill, Vincent, Walton) | Formazioni | Lloyd, McCray, Olajuwon, Reid, Sampson (Ehlo, Harris, Leavell, McDowell, Petersen, Waiters, Wiggins) |

| Arbitri: | Joey Crawford Jake O'Donnell |

|                                                                               |            |                                                                          |
| R. Sampson 24                                                                 | Punti      | K. McHale 28                                                             |
| R. Reid 9                                                                     | Assist     | L. Bird 11                                                               |
| R. Sampson 22                                                                 | Rimbalzi   | L. Bird 15                                                               |
| Lloyd, McCray, Olajuwon, Reid, Sampson (Leavell, McDowell, Petersen, Wiggins) | Formazioni | Ainge, Bird, Johnson, McHale, Parish (Kite, Sichting, Thirdkill, Walton) |

| Arbitri: | Darell Garretson Earl Strom |

|                                                                     |            |                                                               |
| R. Sampson 25                                                       | Punti      | R. Parish 22                                                  |
| R. Sampson 9                                                        | Assist     | L. Bird 10                                                    |
| H. Olajuwon 14                                                      | Rimbalzi   | R. Parish 15                                                  |
| Lloyd, McCray, Olajuwon, Reid, Sampson (Leavell, Petersen, Wiggins) | Formazioni | Ainge, Bird, Johnson, McHale, Parish (Kite, Sichting, Walton) |

| Arbitri: | Hugh Evans Jack Madden |

| |            |                                                                                             |
| H. Olajuwon 32                                                                                       | Punti      | K. McHale 33                                                                                |
| R. Reid 17                                                                                           | Assist     | D. Ainge 5                                                                                  |
| H. Olajuwon 14                                                                                       | Rimbalzi   | K. McHale 8                                                                                 |
| Lloyd, McCray, Olajuwon, Reid, Sampson (Ehlo, Harris, Leavell, McDowell, Petersen, Waiters, Wiggins) | Formazioni | Ainge, Bird, Johnson, McHale, Parish (Carlisle, Kite, Sichting, Thirdkill, Vincent, Walton) |

| Arbitri: | Jake O'Donnell Darell Garretson |

| |            | |
| L. Bird 29                                                                                          | Punti      | H. Olajuwon 21                                                                                       |
| L. Bird 12                                                                                          | Assist     | R. McCray, R. Reid 5                                                                                 |
| L. Bird 11                                                                                          | Rimbalzi   | H. Olajuwon 10                                                                                       |
| Ainge, Bird, Johnson, McHale, Parish (Carlisle, Kite, Sichting, Thirdkill, Vincent, Walton, Wedman) | Formazioni | Lloyd, McCray, Olajuwon, Reid, Sampson (Ehlo, Harris, Leavell, McDowell, Petersen, Waiters, Wiggins) |

| Campione NBA 1986         |
| ------------------------- |
| Boston Celtics 16º titolo |

#### Hall of famer
| NBA Finals      | Atleta           | Squadra         | Anno |            |
| --------------- | ---------------- | --------------- | ---- | ---------- |
| Giocatore       | Larry Bird       | Boston Celtics  | 1998 | Giocatore  |
| Giocatore       | Dennis Johnson   | Boston Celtics  | 2010 | Giocatore  |
| Giocatore       | Kevin McHale     | Boston Celtics  | 1999 | Giocatore  |
| Giocatore       | Robert Parish    | Boston Celtics  | 2003 | Giocatore  |
| Giocatore       | Bill Walton      | Boston Celtics  | 1993 | Giocatore  |
| Allenatore      | K.C. Jones       | Boston Celtics  | 1989 | Giocatore  |
| Giocatore       | Akeem Olajuwon   | Houston Rockets | 2008 | Giocatore  |
| Giocatore       | Ralph Sampson    | Houston Rockets | 2012 | Giocatore  |
| Allenatore      | Bill Fitch       | Houston Rockets | 2019 | Allenatore |
| Vice-Allenatore | Rudy Tomjanovich | Houston Rockets | 2020 | Allenatore |

#### MVP delle Finali
- #33 Larry Bird, Boston Celtics.

## Squadra vincitrice

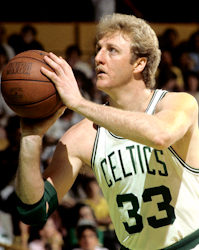
1. 33 Larry Bird, Boston Celtics.

| N° | Naz.                   | Ruolo | Sportivo        |  | Alt. |  |
| -- | ---------------------- | ----- | --------------- |  | ---- |  |
| 00 | Stati Uniti (bandiera) | C     | Robert Parish   |  | 216  |  |
| 3  | Stati Uniti (bandiera) | G     | Dennis Johnson  |  | 193  |  |
| 5  | Stati Uniti (bandiera) | C     | Bill Walton     |  | 211  |  |
| 8  | Stati Uniti (bandiera) | AP    | Scott Wedman    |  | 201  |  |
| 11 | Stati Uniti (bandiera) | P     | Sam Vincent     |  | 188  |  |
| 12 | Stati Uniti (bandiera) | P     | Jerry Sichting  |  | 185  |  |
| 32 | Stati Uniti (bandiera) | AG    | Kevin McHale    |  | 209  |  |
| 33 | Stati Uniti (bandiera) | AP    | Larry Bird      |  | 206  |  |
| 34 | Stati Uniti (bandiera) | G     | Rick Carlisle   |  | 196  |  |
| 44 | Stati Uniti (bandiera) | G     | Danny Ainge     |  | 196  |  |
| 45 | Stati Uniti (bandiera) | AP    | David Thirdkill |  | 201  |  |
| 50 | Stati Uniti (bandiera) | C     | Greg Kite       |  | 211  |  |
|    | Stati Uniti (bandiera) | All.  | K.C. Jones      |  |      |  |

## Statistiche
Aggiornate al 17 settembre 2021.
| Categoria | Singola prestazione           | Singola prestazione                | Singola prestazione | Media           | Media              | Media | Media |
| Categoria | Giocatore                     | Squadra                            | Max                 | Giocatore       | Squadra            | Media | PG    |
| --------- | ----------------------------- | ---------------------------------- | ------------------- | --------------- | ------------------ | ----- | ----- |
| Punti     | Michael Jordan                | Chicago Bulls                      | 63                  | Michael Jordan  | Chicago Bulls      | 43,7  | 3     |
| Rimbalzi  | Charles Barkley Ralph Sampson | Philadelphia 76ers Houston Rockets | 22                  | Charles Barkley | Philadelphia 76ers | 15,8  | 12    |
| Assist    | Magic Johnson                 | L.A. Lakers                        | 20                  | Magic Johnson   | L.A. Lakers        | 15,1  | 14    |